# Aphthalose
L'aphthalose (aphtalite ou aphthitalite en anglais), également appelée glaserite et sel vésuvien, est un minéral présent dans deux contextes très différents :
- comme incrustation dans les fumerolles volcaniques
- et comme constituant des dépôts de sel océaniques et lacustres.

Elle a la composition d'un sulfate mixte de sodium et de potassium, de formule (K,Na)3Na(SO4)2.
Sa première occurrence a été décrite en 1835 sur le mont Vésuve, en Italie. Le nom vient du grec άφθητος / aphthitos (« inaltérable ») et άλας / halas (« sel ») en raison de sa stabilité dans l'air. Elle se présente sous forme d'incrustations fumeroliennes dans les environnements volcaniques, sous forme de petits cristaux et de masses dans les gisements d'évaporites et dans les gisements de guano,. L'aphthalose est associée à la thénardite, la jarosite, la sylvite et l'hématite dans les fumerolles ; à la blodite, la syngénite, la mirabilite, la picromérite, le borax et l'halite dans les évaporites ; et à de la syngénite, de la whitlockite, de la monétite, du nitre et du gypse dans des gisements de guano.